# Subteranul
Subteranul este un film românesc din 1967 regizat de Virgil Calotescu. Rolurile principale au fost interpretate de actorii Iurie Darie, Leopoldina Bălănuță și Ibolya Farkas.

## Distribuție
Distribuția filmului este alcătuită din:
- Iurie Darie — ing. Mircea Tudoran, inventatorul unei metode de forare a straturilor poroase
- Leopoldina Bălănuță — ing. Irina Jelescu, specialistă în tratarea noroaielor de foraj, fosta iubită a ing. Tudoran
- Ibolya Farkas — Flora, reporter de televiziune, soția ing. Tudoran (menționată Viorica Farkaș)
- Ștefan Ciobotărașu — meșterul sondor Zamfir
- Emil Botta — ing. Barbu poreclit „Profesorul”, colaboratorul ing. Tudoran
- Toma Caragiu — ing. Ovidiu Florescu, colaboratorul ing. Tudoran
- Mircea Bașta — Vasiliu, secretarul de partid al trustului
- Constantin Codrescu — ing. Albu, directorul Întreprinderii de Foraj de la Negra
- Geo Barton — ing. Tornea, directorul Trustului de extracție a petrolului
- Dem Rădulescu — muncitorul sondor Olteanu (menționat Dem. Rădulescu)
- Grigore Gonța — Virgil Pavelescu poreclit „Marconi”, student în anul III la Institutul de Petrol și Gaze
- Dumitru Rucăreanu — muncitorul sondor Neagu
- Monica Ghiuță — Ortansa, secretara Întreprinderii de Foraj de la Negra
- Elena Caragiu — Maria, responsabila cabanei
- Mariana Popa
- Alexandra Polizu
- Nicolae Praida — inspectorul venit în anchetă
- Ștefan Georgescu
- Ilarion Ciobanu — muncitorul sondor de la cabană
- Alexandru Virgil Platon — muncitorul sondor înalt (menționat Al. Virgil Platon)
- Eugen Popiță — cameramanul echipei de televiziune
- Vasile Nițu
- Anton Boldojaru
- Nicolae Crișu — muncitor sondor (nemenționat)

## Primire
Filmul a fost vizionat de 1.490.872 de spectatori în cinematografele din România, după cum atestă o situație a numărului de spectatori înregistrat de filmele românești de la data premierei și până la data de 31 decembrie 2014 alcătuită de Centrul Național al Cinematografiei.